# ريبيكا ماسيكا كاتسوفا
كانت ريبيكا ماسيكا كاتسوفا (بالإنجليزية: Rebecca Masika Katsuva)‏ (من مواليد 26 مايو 1966 - والمُتوفاة في 2 فبراير 2016) ناشطة وإحدى الناجيات من الاعتداء الجنسي من جمهورية الكونغو الديموقراطية .
أسست جمعية «رابطة الأشخاص ذوي الاحتياجات الخاصة المتحدة للتنمية من أجل التنمية» (APDUD) التي دافعت عن حقوق الناجين بما في ذلك الأطفال في منطقة كيفو الجنوبية في جمهورية الكونغو الديمقراطية.

## حياتها الشخصية
خلال حرب الكونغو الثانية في عام 1999، قام المهاجمون بقتل زوج كاتسوفا واعتدوا عليها جنسياً هي وبناتها، ذوات الـ13 والـ14 عام. وأصبحت بناتها حوامل نتيجةً لتلك الاعتداءات، واضطرت كاتسوفا وبناتها إلى مغادرة منزلهن بعد أن تبرأ منها أقارب زوجها. تعرضت كوتسوفا للاغتصاب أربع مرات من قبل الجنود وأعضاء المليشيات. وفي يناير / كانون الثاني 2009، قام متمردون سابقون اندمجوا مؤخراً في جيش الكونغو باغتصاب ريبيكا للمرة الرابعة. وقال المتمردون السابقون أنهم هاجموا ريبيكا لأنها اتهمتهم بالاعتداء على النساء. تبنت ريبيكا 18 طفلاً ولدوا من أمهات تعرضن للاعتداء الجنسي.

## حياتها المهنية
أسست ريبيكا في عام 1999 مركزًا للكتب عُرف أيضًا باسم بيت الاستماع في منزلها في جمهورية الكونغو الديمقراطية، ويقع في منطقة معزولة ومليئة بالنزاع. وقد أعادت تسميته إلى مركز جمعية الأشخاص ذوي الاحتياجات الخاصة من أجل التنمية (APDUD) في عام 2002. يعمل المركز كمأوى للنساء للتعافي من الأعمال العنيفة ويقدم المساعدة الطبية، ويتألف حاليًا من حوالي 50 منزلاً للنساء اللاتي يعشن فيهن. يقوم مركز كاتسوفا حاليًا بمساعدة حوالي 180 امرأة. ساعد المركز في العقد الماضي أكثر من 6000 من الناجيات من الاغتصاب.

## الجوائز
حصلت ريبيكا على جائزة جينيتا ساجان لعام 2010 لحقوق المرأة والطفل من منظمة العفو الدولية في الولايات المتحدة، والتي تم الإعلان عنها في الاجتماع السنوي للمنظمة في نيو أورلينز، 9-11 أبريل 2010.